# B43
B43 foi uma linha de bombas termonucleares dos Estados Unidos da América, desenvolvida em 1956 no Laboratório Nacional Los Alamos, entrando ao serviço em 1960, foram produzidas cerca de 2 000 bombas todas equipadas com paraquedas para retardar a queda.
Foram produzidas dois variantes:Mod 1(3,81 de comprimento, peso:935 kg) e Mod 2(4,15 metros de comprimento, peso: 960 kg, as duas tiveram 45 cm de diâmetro) cada uma com cinco opções de rendimento que variavam de 70 quilotons e 1 megaton de TNT, que eram ajustadas antes do bombardeio, uma diferença dos outro projetos, era de que o B43 podia ser detonado a uma baixa altitude, cerca de 90 metros.
Em 5 de dezembro de 1965, uma destas bombas(que nunca foi encontrada) caiu sobe a costa do Japão, o Japão pedio mais detalhes do acidente.